# Turkse den
Turkse den (Pinus brutia) is een soort uit het geslacht den (Pinus). 

## Determinatie
Turkse den is een boomvormende conifeer die een hoogte bereikt van 20–35 m en een maximale stamdikte van 1 m. De oranjerode schors is dik en diep gespleten aan de stamvoet en dun en schilferig in de kroon. De naalden groeien in paren en zijn 10–16 cm lang. De kegelvruchten zijn 6–11 cm lang en gemiddeld 4,5 cm breed. De kegels rijpen in 24 maanden tijd van groen naar glanzend roodbruin. Daarna gaan ze langzaam open en laten hun zaden vallen. 
Turkse den is nauw verwant aan aleppoden, Canarische den en zeeden.

## Ondersoorten
Turkse den telt verscheidene ondersoorten en variëteiten:
- Pinus brutia subsp. brutia var. brutia
- Pinus brutia subsp. brutia var. pityusa
- Pinus brutia subsp. brutia var.  stankewiczii
- Pinus brutia subsp. brutia var. pendulifolia
- Pinus brutia subsp. eldarica

## Verspreiding
Het natuurlijke verspreidingsgebied van Turkse den strekt zich over het oostelijke Middellandse Zeegebied. Het zwaartepunt van de verspreiding ligt in Turkije. Verder komt de soort voor op Cyprus, de Oost-Egeïsche eilanden van Griekenland en in Iran, Georgië, Azerbeidzjan, het noorden van Irak, West-Syrië en Libanon. De soort staat op de Rode Lijst van de IUCN geklasseerd als 'niet bedreigd'.

## Cultivatie
Turkse den wordt in Turkije geteeld vanwege het hout.
... · 
P. albicaulis (asgrijze den) · 
P. aristata (stoppelden) · 
P. balfouriana (vossenstaartden) · 
P. brutia (Turkse den) · 
P. canariensis (Canarische den) · 
P. cembra (alpenden) · 
P. contorta (draaiden) · 
P. densiflora (Japanse rode den) · 
P. halepensis (aleppoden) · 
P. heldreichii (Bosnische den) · 
Pinus hwangshanensis · 
P. jeffreyi (jeffreyden) · 
P. koraiensis (Koreaanse den) · 
P. lambertiana (suikerden) · 
P. longaeva (langlevende den) · 
P. monophylla · 
P. monticola (Amerikaanse witte den) · 
P. mugo (bergden) · 
P. muricata (bishopden) · 
P. nigra (zwarte den) · 
P. nigra subsp. laricio (Corsicaanse den)  · 
P. nigra subsp. nigra (Oostenrijkse den) · 
P. palustris (moerasden) · 
P. parviflora (Japanse witte den) · 
P. peuce (Macedonische den) · 
P. pinaster (zeeden) · 
P. pinea (parasolden) · 
P. ponderosa (gele den) · 
P. pumila (Siberische dwergden) · 
P. radiata (montereyden) · 
P. strobus (weymouthden) · 
P. sibirica (Siberische den) · 
P. sylvestris (grove den) · 
P. thunbergii (Japanse zwarte den) · 
P. wallichiana (tranenden) · 
...